# Answers in Genesis

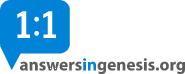
Logo de l'organisation.

Answers in Genesis est une organisation chrétienne évangélique fondamentaliste qui défend les thèses créationnistes Jeune-Terre. Ce mouvement dispose de bureaux en Grande-Bretagne et aux États-Unis ainsi que des antennes en Australie, au Canada, en Nouvelle-Zélande et en Afrique du Sud. Son président actuel est Ken Ham (en).

## Histoire
Le mouvement a été fondé en 1986 en Australie. En 1994, une antenne est ouverte aux États-Unis. Le Creation Ministries International est né d'une scission de celui-ci en 2006.

## Programmes
L'organisation défend les thèses créationnistes Jeune-Terre et d'une manière générale interprète la Bible, et en particulier la Genèse, d'une manière littérale.
En 2007, elle a fondé le Creation Museum à Petersburg, dans le Kentucky.  En 2016, elle a fondé l’Ark Encounter  à Williamstown.